# Ville-d'Avray
Ville-d'Avray és un municipi francès, situat a la regió de l'Illa de França, departament d'Alts del Sena, districte de Boulogne-Billancourt, cantó de Saint-Cloud. És a només 11,9 kilòmetres del centre de París.
Des del 2016 està integrat dins de la divisió Grand Paris Seine Ouest de la Metròpolis del Gran París.

## Personatges il·lustres
- Jean-Baptiste Camille Corot, pintor, considerat el primer impressionista.
- Alexandre Deschapelles (1780-1847), jugador d'escacs, millor jugador mundial entre 1810-1820.
- Leo Miquel Gambetta, polític, 45è primer ministre de França.
- Isabelle Huppert, actriu, hi va passar la joventut.
- Yehudi Menuhin, violinista i director d'orquestra, hi va viure del 1930 al 1935.
- Jean Rostand (1894, París - 1977, Ville-d'Avray), biòleg i escriptor
- Boris Vian (1920, Ville-d'Avray - 1959, París), escriptor
- Alexandre-Joseph Artot (1815-1845) violinista i compositor musical.